# 한번 더 해요
《한번 더 해요》는 미티와 구구 작가가 합동으로 연재하는 네이버 성인웹툰이다. 미티는 글을 담당하고 그림은 구구 작가가 그린다. 2016년을 살던 어느 부부가 나란히 13년전 서로를 처음만났던 대학시절인 2003년으로 타임슬립을 하게 되면서 벌어지는 판타지 장르의 웹툰인데 일과 육아에 치이는 현실적인 부부생활의 단면을 보여주며 호평을 받고있다. 웹툰의 인기에 힘입어 KBS에서 《고백부부》라는 이름으로 드라마가 나왔는데 부부가 대학시절로 타임슬립을 했다는 전체적인 틀만 같을뿐 세부적인 줄거리와 등장인물은 전혀 다르다.

## 줄거리
CC(Campus Couple, 캠퍼스 커플)로 결혼까지 골인한 성대광과 유선영. 하지만 아들이 태어나면서 8년이 지난 지금은 결혼을 후회하는 권태기 부부일 뿐이다. 어느날 대학동창회를 마치고 술에 잔뜩 취한채 집으로 돌아가던 두사람은 또다시 부부싸움을 벌이고 둘다 지쳐서 바닥에 드러누워 버린다. 두사람 모두 마음속으로 다시 과거로 돌아간다면 절대로 서로와 인연을 맺지않기로 했고 그 순간 하늘에서 이상한 빛이 뿜어져 나온다.
깨어난 대광은 낯선 모텔에 누워있다는걸 알고 심하게 당황했다. 급히 전화기를 찾았지만 눈에 들어온건 어제까지 멀쩡히 쓰던 스마트폰이 아닌 대학시절 쓰던 폴더폰. 때마침 모텔에는 불이 났고 간신히 빠져나온 그는 구경꾼들 사이에 있는 선영을 발견한다. 이후 둘은 나란히 현재에서 과거로 타임슬립을 했다는걸 알게되는데 여기서 두사람의 반응이 판이하게 갈라진다. 선영은 하루빨리 현재로 돌아갈 방법을 찾아야 한다고 했지만 대광은 이왕 이렇게된거 서로 엮이지 말고 각자 좋은 인연을 맺자며 이번 일을 인생을 바꿀 좋은 찬스라고 여긴다. 결국 늘 그렇듯 싸움으로 결말을 낸다. 다음날 부부는 보란듯이 서로가 마음에 들어하던 이성과 붙어다니며 보이지 않는 심리전을 계속 이어간다.
나름 평화로운 나날이 계속되던 어느날, 대광은 자신처럼 똑같이 미래에서 과거로 돌아온 여자를 알게된다. 이후 미래에서 과거로 돌아온 사람은 두사람 말고도 꽤나 많이 있으며 과거로 돌아오기 전에는 자신처럼 결혼도 하고 애도 낳은 사람이라는걸 알게된다. 선영 또한 대광과는 달리 자신에게 친절하고 자상하게 대해주는 남자를 만나 행복해하지만 점차 아들 생각이 커져만 갔다. 과연 이 타임슬립은 어떤 결말을 낼까?

## 등장인물

### 주요인물
성대광(2016년 35세, 2003년 22세)
웹툰의 남주인공. 대학시절 여자들의 마음을 사로잡았던 킹카였다. 결혼한 뒤, 조그만 회사를 다니며 아이를 키우는 전형적인 현대인. 아내 유선영과는 대학시절 CC로 만나 결혼에 골인했지만 8년이 지난 지금은 결혼을 후회하는 권태기. 어느날, 대학동창회를 다녀오는 길에 부부싸움을 펼치다가 마음속으로 과거로 돌아가면 두번다시 선영과 엮이지 않겠다고 소리쳤다. 이후 하늘에서는 이상한 빛이 내려왔고 다시 깨어났을땐 어느 낯선 모텔방에 누워있었다. 이후 자신이 10년전으로 타임슬립을 했다는걸 알게 됐지만 하루빨리 원래세계로 돌아갈 방법을 궁리하는 선영과는 대조적으로 인생을 바꿀 절호의 찬스라고 여기며 매우 행복해한다. 하지만 점차 아내를 신경쓰여하는 모습을 보여준다.
유선영(2016년 33세, 2003년 20세)
웹툰의 여주인공. 성대광의 아내. 대학시절 빼어난 미모로 입학하자마자 퀸카라는 타이틀을 거머쥐었고 미모에 걸맞게 모델의 꿈을 품고 있었다. 하지만 대광과 사랑에 빠져 결혼한 후에는 임신과 육아로 무참히 짓밟히게 된다. 게다가 프로포즈를 할때만 해도 어떡해서든 모델일을 시켜주겠다고 했던 남편은 하루가 멀다하고 밤늦게까지 술이나 마시고 들어오기 일쑤인데다 아이를 낳느라 엉망이 된 아내의 몸을 보고서는 살 좀 빼라는 막말까지 하자 그간 눌러참고 있던 스트레스가 폭발하면서 애정이 식어가기 시작한다. 어느날, 대광과 나란히 13년전 대학시절로 타임슬립을 했고 이후 보란듯이 다른 남자를 만나고 다니며 대광의 심기를 건드렸지만 곧 아들 준수 생각이 간절해지기 시작하면서 피폐해지기 시작한다.
예민혜(나이 불명)
3화에서 대광의 소개팅 상대로 처음 등장했는데 화려한 언술로 금세 소개팅분위기를 주도해나가는 대광을 유심히 바라보는 장면이 나오며 심상치 않은 인물이라는 복선이 깔렸고 그 직후 곧바로 대광과 선영처럼 미래에서 과거로 돌아온 인물이라는 사실이 밝혀졌다. 아직 돌아온지 얼마안돼 과거를 새롭게 만들어나가기 바쁜 부부와는 달리 미래에서 과거로 온지 1년이 넘었고 그러는 사이 타임슬립에 대한 여러 가지 정보를 얻게된다. 과거로 돌아오기전에는 선영과 마찬가지로 결혼해서 아이를 낳은 평범한 가정주부였지만 출산직후 살이 30kg나 찌며 몸이 망가졌고 남편은 이런 아내를 외면하고 다른 여자와 바람이 나버리기까지 했다. 그 남편은 과거로 돌아온 직후 교통사고로 세상을 떠나버렸고 겉으로는 무척이나 쾌활하고 능청맞아 보이지만 실은 두번다시 볼수없게 된 아이들을 누구보다도 그리워하고 있다.

### 주변인물
구병진
선영과 대광의 대학동기. 처음 등장했을때는 평균 매출만 300억에 달하는 코스닥 성장기업 CEO로 나왔고 두사람이 타입슬립을 한 이후에는 대학생때 모습이 나왔는데 유능한 사업가와는 다소 거리가 먼 전형적인 범생이 이미지였다. 공부만 해서인지 유머감각이라든지 이런 사회성같은 면은 많이 뒤떨어지는 편이다. 어느날, 자신의 미래를 알고 접근해오는 선영의 속내를 전혀 모른채 그렇게 집착하던 학업도 소흘히 한채 선영에게 빠져지내지만 마찬가지로 계략적인 접근을 해오는 예민해하고는 같이 술을 마시고 한 침대에서 자고만다. 이후 자신을 책임지라는 민혜가 부담스러워서 피해다닌다.
최운재
5화에서 처음 등장한 꽃미남. 카페에서 허공을 향해 떠드는 선영에게 관심이 많았고 이런저런 대화를 하면서 친해지게 된다. 배우지망생이라 엑스트라 알바를 뛰면서 얼굴과 몸매관리를 꾸준히 하고있다. 특히 운동을 많이해서인지 팔뚝근육이 엄청나다. 그래서 14화에서 시비를 걸어오는 대광을 단번에 제압해버렸고 이후 선영을 사이에 둔 삼각관계를 이룰것처럼 보였지만 대광이 리조트 숙박권까지 주며 짝사랑하는 선영과의 여행을 추천해주자 첫만남때의 앙금은 잊고 그를 따르기 시작했고 어느 순간부터는 그의 친구 병진과 붙어다니기 시작하면서 머릿속이 텅 빈 바보캐릭터가 되고말았다. 생긴것만 보면 대광과 동갑내기 친구인것 같지만 실은 대광보다 나이가 어리다. 그래서 대광과 병진을 깎듯이 형대접해주고 있다.
이나희
펜션여행 편에서 처음 등장한 예민해의 친구.....이자 마찬가지로 미래에사 과거로 돌아온 인물. 원래 인생에서는 5년째 고시공부를 하느라 고시텔 생활만 하는 남자친구를 헌신적으로 뒷바라지하고 있었고 그가 고시에 합격할 날만을 기다리고 있었다. 하지만 시험에 합격한 직후 남자친구는 그녀를 멀리대했고 심지어는 술집에서 만난 다른 여자와 눈이 맞아 결혼식을 올리는걸 보면서 사랑에 대한 배신이 무척이나 크다.
신영진
연예인 출신의 쇼핑몰 대표. 술집에서 혼자 술을 마시고 있는 선영에게 속옷모델을 권했다가 변태로 오해한 그녀에게 보기좋게 두들겨 맞는다. 이후 자신은 쇼핑몰 대표이며 속옷을 광고해줄 모델을 찾고있었다는 이야기를 하며 오해를 풀었고 눈앞에 딱 어울리는 모델감이 나타났다며 선영에게 모델을 권한다. 그리고는 선영과는 단둘이 식사까지 할 정도로 가까워지지만....그도 미래에서 과거로 돌아온 사람이었다. 원래 인생에선 케이시란 여자와 동거를 하고 있었지만 여자친구의 재촉에 어려운 형편을 무시하고 무리한 사업을 추진했고 그 결과, 일은 전혀 풀리지 않고 빚만 왕창 늘어버렸다. 게다가 여자친구는 다른남자와 바람이 나기까지 하자 여자에 대한 집착이 커져버렸다.

### 기타
성준수
대광과 선영의 아들. 하지만 부부가 타임슬립을 한 뒤에는 시시각각 관계가 변하고 있는지라 존재여부 자체가 불투명해진 아이. 삶에 지쳐 아이를 외면하는 엄마아빠때문에 어두운 방안에서 혼자 눈물을 흘리는 장면이 나오며 모든 독자들을 가슴아프게 했다.
신선민
나희의 남자친구. 고시텔에서 고시공부중인 고시생. 여자친구의 헌신적인 뒷바라지가 너무 부담스러워 헤어지자고 했지만 대성통곡하는 나희를 보자 마음이 약해져 사과를 했다. 그후 오수끝에 시험에 붙어 법조인이 됐지만 그때부터 여자친구를 멀리대하기 시작했고 나희가 결혼식 준비를 하며 즐거워하는 사이 술집에서 만난 다른 여자와 바람이 났고 결국 나희를 차버리고 그 여자와 결혼한다.
예민혜의 남편(이름 불명)
민혜의 남편. 바람끼가 무척이나 심해서 결혼을 약속한 여자를 두고도 버젓이 다른 여자를 만나고 다닐 정도였으며 결혼뒤 아내의 몸이 망가지고 나서는 바람끼가 훨씬 심해졌다. 민혜가 과거로 돌아온 후에는 운명이 바뀌어 교통사고로 죽었다. 나중에 사고원인에 대해서 드러나는데 사고가 나기 직전에도 차안에서 바람을 피우고 있었고 덜미가 잡히자 핸들을 잘못꺾는 바람에 사고가 난것이었다.
박은애
대광이 첫눈에 반한 여후배. 그래서 모텔에서 둘만의 시간을 보내려는 찰나, 하필 모텔에 불이 나는 바람에 둘만의 시간은 물건너가버렸다. 이후에는 대광이 선영에게 반해버리면서 이어지지 않았고 바뀐 과거에서도 대광이 술에 취해 난동을 부린 일때문에 그를 피해다니고 있다. 초기에만 나오고 어느순간부터 만화에서 사라졌다.
케이시
신영진의 동거녀. 형편이 어려운 남자친구를 전혀 배려하지 않은채 사치를 부렸고 이후 남자친구의 사업이 번창하지 않는다는 이유로 애정이 식어 다른 남자와 바람을 피우기 시작한다. 그 바람피우는 행각이 영진에게 들켰음에도 불구하고 헤어지자며 딱잘라 이야기하곤 다른 남자와 사라져 버린다.

## 같이 보기
- 고백부부